# Victor Bay
Die Victor Bay ist eine Bucht an der Küste des ostantarktischen Adélielands zwischen dem Pourquoi Pas Point im Westen und dem Mathieu Rock im Osten.
Kartiert wurde sie anhand von Luftaufnahmen der United States Navy, die bei der Operation Highjump (1946–1947) entstanden. Das Advisory Committee on Antarctic Names benannte sie 1955 nach dem französischen Polarforscher Paul-Émile Victor (1907–1995), der französische Expeditionen nach Grönland (1948–1951) und in die Antarktis (1948–1953 und 1955–1956) organisierte.